# Odontodes aleucana
Odontodes aleucana là một loài bướm đêm trong họ Noctuidae.